# Hibiscus orbicularis
Hibiscus orbicularis är en malvaväxtart som beskrevs av Henri Ernest Baillon. Hibiscus orbicularis ingår i Hibiskussläktet som ingår i familjen malvaväxter. Inga underarter finns listade i Catalogue of Life.